# Picea chihuahuana
El cahuite bravo, cahuite, cahuite espinoso o pinabete espinoso o Picea chihuahuana (por su nombre científico) es una especie de conífera de la familia Pinaceae. Se le puede encontrar en los estados de Sonora, Chihuahua, Sinaloa y Durango a una altitud de 2,438 metros.

## Distribución

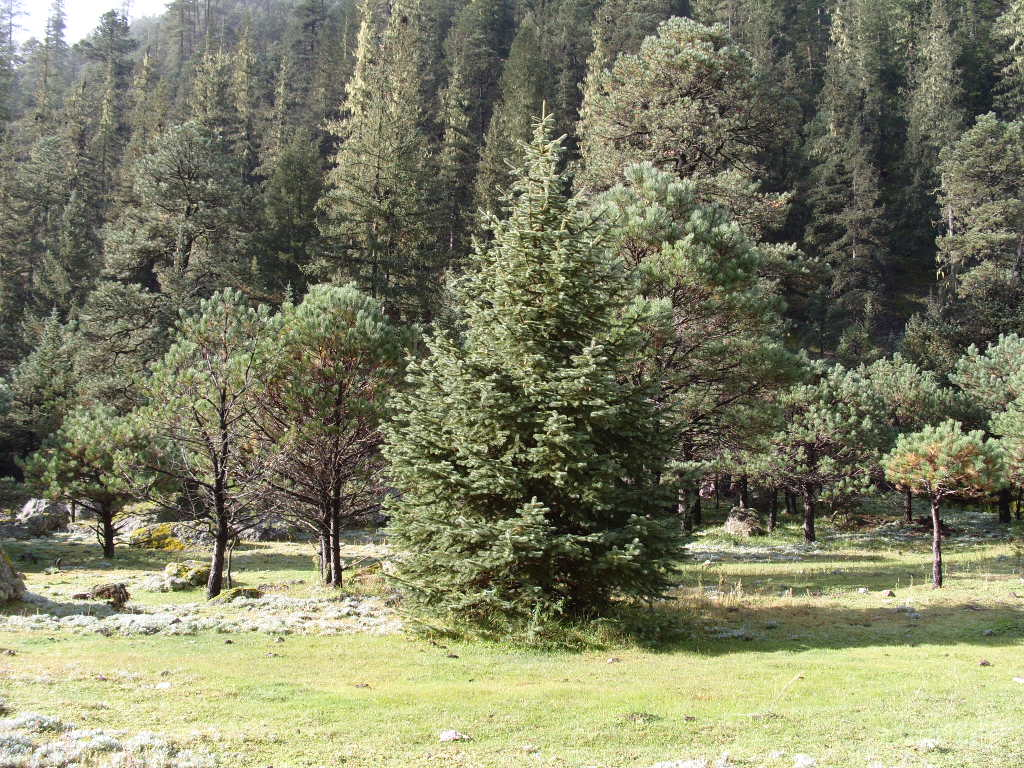
Cahuite bravo creciendo en Guanaceví, Durango.

A esta picea se le puede encontrar en climas fríos, a altitudes de entre 2,150 y 3,400 metros. Se le puede encontrar en los bosques de los estados mexicanos de Sonora, Sinaloa, Chihuahua y Durango.